# جاكومو بوتشيني
جاكومو بوتشيني (بالإنجليزية: Giacomo Puccini)‏(مواليد لوكا في 22 ديسمبر 1858 - توفي ببروكسل في 29 نوفمبر 1924) ملحن أوبرا إيطالي عاش في نهاية القرن التاسع عشر وبداية القرن العشرين. من أشهر أعماله: (مدام بترفلاي 1904، ولابوهمي، وتوسكا).
لم تكتمل الأوبرا التي ألفها تحت عنوان «توراندوت». وهي في ثلاثة فصول، حتى وفاته. وقد تم أداؤها في عام 1926 بعد أن أكمل مؤلف آخر المقطع الأخير منها. توراندوت مبنية على مسرحية كارلو غوتسي التي تحمل نفس الاسم (عام 1762). والتي بدورها كانت مقتبسة من كتاب ألف ليلة وليلة. وتدور حول وعد الأميرة توراندوت لتزوج أي شخص يستطيع الإجابة على ثلاثة ألغاز تطرحها.

## حياة بوتشيني

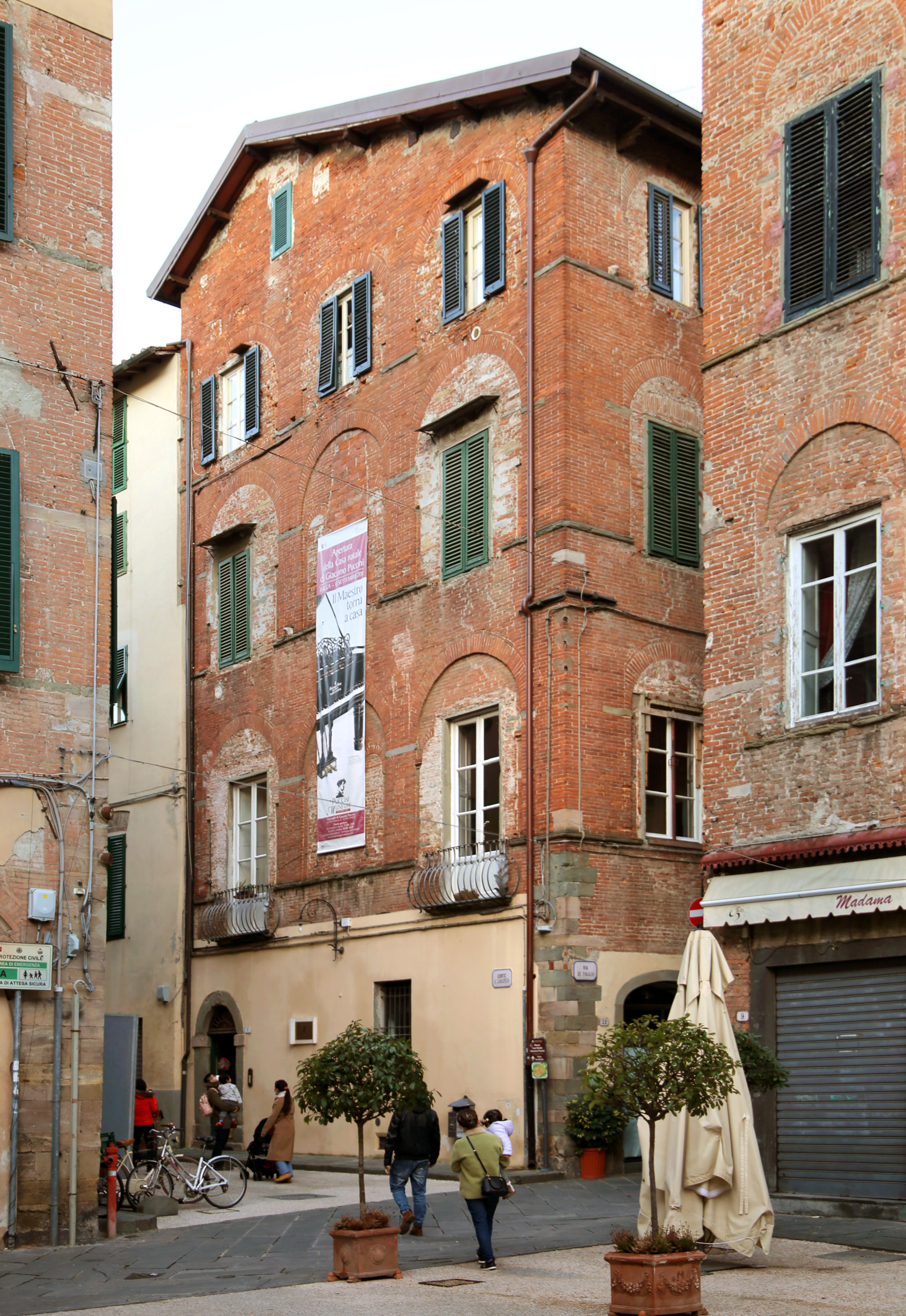
مسقط رأس بوتشيني ، شوهد عام 1984

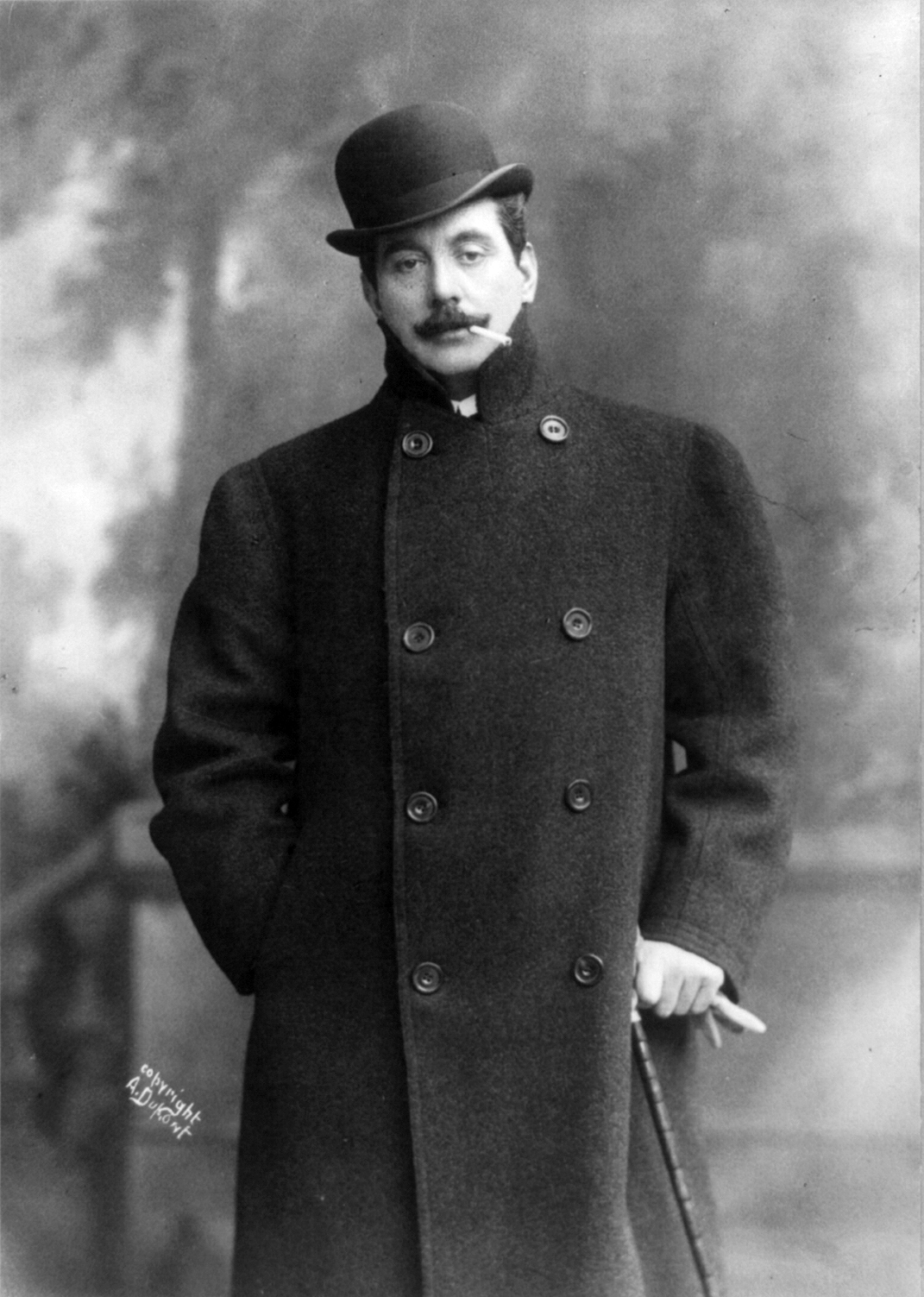

ينتمى بوتشيني لعائلة ذات خمسة أجيال من الموسيقيين. توفي والده وهو في الخامسة من عمره، وأُرسل حينها للدراسة لدى عمة فورتادو ماجي، والذي بدوره اعتبر جاكومو تلميذ غير منضبط وقليل الموهبة. بعدها، أصبح بوتشيني لاعب آرغون بالكنيسة بلوكا. أدرك جاكومو ولعه بالأوبرا، عندما تعرف على رائعة جوزيبي فيردي: أوبرا عايدة، قرر حينها أنه يريد أن يصبح مؤلف أوبيرالي. الجدير بالذكر، أن جاكومو اضطر هو وأخوه ميشيل لقطع مسافة قدرها 30 كيلومتراً سيراً على الأقدام من لوكا لتوسكانى، بوسط إيطاليا، للتمكن من مشاهدة عرض أوبرا عايدة.
عندما بلغ عامه الواحد والعشرين في عام 1880 تمكن -بمساعدة من أحد أقاربة ومن قرض آخر حصل عليه- بوتشيني من الالتحاق بمعهد ميلانو للموسيقى، لدراسة التلحين على يد كل من أميلكاري بونكيالي وأنطونيو بازيني. في نفس العام، ألّفَ بوتشيني مقطوعة الميتسا، والتي تعكس قمة إبداعات العائلة في موسيقى الكنائس بمدينتهم الأم؛ لوكا.
أثناء دراستة بالمعهد، حصل جاكومو على ليبرتو من فيرناندو فونتانا، ودخل مسابقة لتأليف أوبرا من فصل واحد. بالرغم من أنه لم يفز، إلا أن أوبرا لافيللي التي ألّفها، تم عرضها بعدها بعامين على مسرح دال فيرمب، واسترعت على انتباه جوليو ريكوردي، عازف الكمان الذي حضر العرض. ريكوردي كان وقتها رئيس لشركة ريكوردي للنشر والإنتاج الموسيقي، والتي ساهمت في عام 1889 في إنتاج ثاني أعمال بوتشيني: إدجار.

## أعماله
- أو ميو بابينو كارو، أوبرا.
- توسكا، أوبرا.
- يا أبي العزيز.